# 2019年フランスグランプリ
2019年フランスグランプリ (2019 French Grand Prix) は、2019年のF1世界選手権第8戦として、2019年6月23日にポール・リカール・サーキットで開催された。
正式名称は「FORMULA 1 PIRELLI GRAND PRIX DE FRANCE 2019」。

## レース前
本レースでピレリが用意するドライタイヤのコンパウンドは、ハード（白）：C2、ミディアム（黄）：C3、ソフト（赤）：C4の組み合わせ。
前年の開催時に安全性が懸念されたピットレーン入口を、ターン14（最終コーナーの手前）のレーシングラインを外れた位置に変更した。なお、コース幅が狭いためピットレーンでの制限速度は60km/hのままとなる。トラックリミット規制を強化するため、各所にボラードやボードを設置する対策が取られた。
ホンダは、レッドブルのマックス・フェルスタッペンとピエール・ガスリー、トロ・ロッソのダニール・クビアトに「スペック3」のパワーユニット（以下PU）を投入する。クビアトに関しては、4基目のエンジン(ICE)、3基目のターボチャージャー(TC)、MGU-H、MGU-K、エナジーストア(ES)、コントロールエレクトロニクス(CE)が導入され、ICE、MGU-K、ES、CEについては年間最大基数を超えたため15グリッド以上の降格ペナルティが科され、最後尾グリッドからのスタートが決まった。ホームグランプリを迎えるルノーはマシンのアップグレードを行い、ダニエル・リカルドに「スペックB」のPUを投入する。

## エントリーリスト
レギュラーシートについては前戦カナダGPから変更なし。ただし、スクーデリア・フェラーリはフランスのたばこ広告に関する規制が厳しいことから、開幕戦オーストラリアGPおよびカナダGPと同様の処置を行ったため、同チームのみエントリー内容が変更されている。ウィリアムズのリザーブドライバーを務めるニコラス・ラティフィが前戦カナダGPに続いて金曜午前のFP1を走行する。なお、今回はジョージ・ラッセルに代わって出走する。

## フリー走行
FP1（金曜午前）
メルセデス勢は再舗装された路面コンディション状態の改善を待つため、開始後25分過ぎまでコースインしなかった。コースインするとともにメルセデス勢は速さを見せつけ、1-2体制を築いた。セッション終盤にフェラーリ勢がメルセデス勢に迫るタイムを出してきたが、それでもシャルル・ルクレールはトップタイムのルイス・ハミルトンに0.3秒遅れの3番手、セバスチャン・ベッテルは1秒以上遅れて5番手に終わった。4番手のマックス・フェルスタッペンはミディアムタイヤに対して「滑り過ぎる」と訴え、6番手のピエール・ガスリーもフェルスタッペン同様、リアタイヤのグリップ不足を訴えた。ロマン・グロージャンはマシントラブルにより9周しか走行できず、最下位に終わった。最終的にハミルトンが1分32秒738のトップタイムを出し、バルテリ・ボッタスが0.1秒以内の僅差で続く。
FP2（金曜午後）
FP1に続いてメルセデス勢が圧倒した。開始後30分の時点で唯一1分31秒台に入るなど好調を見せ、ボッタスが新品ソフトで1分30秒台に突入した。一方、ハミルトンはターン3-4で挙動を乱してドリフトを披露しつつもコースオフ、コースに戻るところであわやフェルスタッペンに接触しかけた。この一件は審議にかけられたがお咎め無しとなった。最終的にトップタイムのボッタスのみが1分30秒台に突入する1分30秒937を出した。
FP3（土曜午前）
ホンダは、既にグリッド降格が決まっているダニール・クビアトのターボチャージャーとMGU-Hをさらに交換することにした。これで両方のコンポーネントは4基目で年間最大基数を超えたが最後尾グリッドに変わりはなく、残りのシーズンを踏まえた「戦略的交換」であった。序盤はインスタレーションラップから本格的に走行するマシンが少なく、上位3チームは20分頃から順次本格的に走行する。セッション折り返しの時点でフェラーリとメルセデスの間でトップタイムを出していくが、徐々にメルセデスが差を付けて1-2体制でセッションを終えた。5番手のフェルスタッペンは「マシンのグリップがない！」と訴えるなど、僅差でマクラーレン勢が迫るレッドブル勢は予選に不安を残した。トップタイムはボッタスの1分30秒159。

## 予選
2019年6月22日 15:00 CEST(UTC+2)
メルセデス勢が他を圧倒してフロントローを独占し、ルイス・ハミルトンがポールポジションを獲得した。フェラーリ勢はシャルル・ルクレールが3番手を確保したが、セバスチャン・ベッテルは7番手に沈んだ。レッドブル勢はマックス・フェルスタッペンが4番手に食い込んだが、地元フランスのピエール・ガスリーは9番手に終わった。フリー走行から好調ぶりを示していたマクラーレン勢はランド・ノリスがフェルスタッペンに僅差の5番手、カルロス・サインツJr.がノリスに続く6番手と大きく躍進した。ホームグランプリのルノーは、新型PUを搭載したダニエル・リカルドが8番手に入った。

### 結果
| 順位                | No. | ドライバー                   | コンストラクター                   | Q1       | Q2       | Q3       | Grid |
| ------------------- | --- | ---------------------------- | ---------------------------------- | -------- | -------- | -------- | ---- |
| 1                   | 44  | ルイス・ハミルトン           | メルセデス                         | 1:30.609 | 1:29.520 | 1:28.319 | 1    |
| 2                   | 77  | バルテリ・ボッタス           | メルセデス                         | 1:30.550 | 1:29.437 | 1:28.605 | 2    |
| 3                   | 16  | シャルル・ルクレール         | フェラーリ                         | 1:30.647 | 1:29.699 | 1:28.965 | 3    |
| 4                   | 33  | マックス・フェルスタッペン   | レッドブル-ホンダ                  | 1:31.327 | 1:30.099 | 1:29.409 | 4    |
| 5                   | 4   | ランド・ノリス               | マクラーレン-ルノー                | 1:30.989 | 1:30.019 | 1:29.418 | 5    |
| 6                   | 55  | カルロス・サインツ           | マクラーレン-ルノー                | 1:31.073 | 1:30.319 | 1:29.522 | 6    |
| 7                   | 5   | セバスチャン・ベッテル       | フェラーリ                         | 1:31.075 | 1:29.506 | 1:29.799 | 7    |
| 8                   | 3   | ダニエル・リカルド           | ルノー                             | 1:30.954 | 1:30.369 | 1:29.918 | 8    |
| 9                   | 10  | ピエール・ガスリー           | レッドブル-ホンダ                  | 1:31.152 | 1:30.421 | 1:30.184 | 9    |
| 10                  | 99  | アントニオ・ジョヴィナッツィ | アルファロメオ-フェラーリ          | 1:31.180 | 1:30.408 | 1:33.420 | 10   |
| 11                  | 23  | アレクサンダー・アルボン     | トロ・ロッソ-ホンダ                | 1:31.445 | 1:30.461 |          | 11   |
| 12                  | 7   | キミ・ライコネン             | アルファロメオ-フェラーリ          | 1:30.972 | 1:30.533 |          | 12   |
| 13                  | 27  | ニコ・ヒュルケンベルグ       | ルノー                             | 1:30.865 | 1:30.544 |          | 13   |
| 14                  | 11  | セルジオ・ペレス             | レーシング・ポイント-BWTメルセデス | 1:30.964 | 1:30.738 |          | 14   |
| 15                  | 20  | ケビン・マグヌッセン         | ハース-フェラーリ                  | 1:31.166 | 1:31.440 |          | 15   |
| 16                  | 26  | ダニール・クビアト           | トロ・ロッソ-ホンダ                | 1:31.564 |          |          | 19 1 |
| 17                  | 8   | ロマン・グロージャン         | ハース-フェラーリ                  | 1:31.626 |          |          | 16   |
| 18                  | 18  | ランス・ストロール           | レーシング・ポイント-BWTメルセデス | 1:31.726 |          |          | 17   |
| 19                  | 63  | ジョージ・ラッセル           | ウィリアムズ-メルセデス            | 1:32.789 |          |          | 20 2 |
| 20                  | 88  | ロバート・クビサ             | ウィリアムズ-メルセデス            | 1:33.205 |          |          | 18   |
| 107% time: 1:36.888 |     |                              |                                    |          |          |          |      |
| ソース:             |     |                              |                                    |          |          |          |      |

追記
- ^1 - クビアトはFP1とFP3で規定を超えるパワーユニット交換を行い、グリッド降格数が15を超えたため最後尾グリッドに降格
  - FP1で4基目のエンジン(ICE)、3基目のMGU-K、エナジーストア(ES)、コントロールエレクトロニクス(CE)に交換[6][22]
  - FP3で4基目のターボチャージャー(TC)とMGU-Hに交換[17][23]
- ^2 - ラッセルは予選前に規定を超えるパワーユニット交換（3基目のESとCE）を行い、グリッド降格数が15を超えたため最後尾グリッドに降格[19][24]

## 決勝
2019年6月23日 15:10 CEST(UTC+2)
ルイス・ハミルトンが1度も首位の座を譲らず、ポール・トゥ・ウィンで4連勝を飾った。ただ、メルセデス勢はフロントタイヤに大きなブリスターが発生し、2位のバルテリ・ボッタスの方はその影響でペースの悪化が起きながらも、3位のシャルル・ルクレールを辛うじて抑えきった。一方でハミルトンはそのタイヤで2位に18秒以上の差をつけたうえで勝利した。この結果、メルセデスは第5戦スペインGP以来今シーズン6回目、F1通算50回目の1-2フィニッシュを果たした。さらにこの結果を受け、ハミルトンが6回目のタイトルにすでに王手をかけていると主張するメディアも見られた。
マックス・フェルスタッペンは上位3台から引き離されての4位。5位のセバスチャン・ベッテルは終盤にタイヤをソフトに変更し、最終ラップでファステストラップを記録してハミルトンのグランドスラムを阻止した。ベスト・オブ・レストは6位に入ったマクラーレンのカルロス・サインツJr.で、チームメイトのランド・ノリスは油圧関係のトラブルに見舞われ失速したものの入賞（後述の理由で10位から9位へ繰り上げ）。彼は予選および決勝の好走が評価され、初のドライバー・オブ・ザ・デイを受賞した。
ノリスがトラブルに見舞われたことで、後方からダニエル・リカルド、キミ・ライコネン、ニコ・ヒュルケンベルグの3台が迫り、レース終盤には4台が7位を争う展開となった。最終ラップのターン8でリカルドはコースを外れてノリスを抜き、リカルドのコース復帰の際にノリスはコースを外れなければならなかった。この間にライコネンがリカルドとノリスをパスするが、マシンのコントロールを取り戻したリカルドはターン9でライコネンを抜いて7位でフィニッシュした。しかし、リカルドの行為はレース後に審議対象となり、リカルドに2つのペナルティが科された結果、合計10秒加算とペナルティポイント3点加点処分を受け、入賞圏外の11位に降格。このペナルティでガスリーが入賞圏内の10位に繰り上がり、他のドライバーも一つ順位が繰り上がる形となった。

### 結果
| 順位    | No. | ドライバー                   | コンストラクター                   | 周回数 | タイム/リタイア原因 | Grid | Pts.  |
| ------- | --- | ---------------------------- | ---------------------------------- | ------ | ------------------- | ---- | ----- |
| 1       | 44  | ルイス・ハミルトン           | メルセデス                         | 53     | 1:24:31.198         | 1    | 25    |
| 2       | 77  | バルテリ・ボッタス           | メルセデス                         | 53     | +18.056             | 2    | 18    |
| 3       | 16  | シャルル・ルクレール         | フェラーリ                         | 53     | +18.985             | 3    | 15    |
| 4       | 33  | マックス・フェルスタッペン   | レッドブル-ホンダ                  | 53     | +34.905             | 4    | 12    |
| 5       | 5   | セバスチャン・ベッテル       | フェラーリ                         | 53     | +1:02.796           | 7    | 11 FL |
| 6       | 55  | カルロス・サインツ           | マクラーレン-ルノー                | 53     | +1:35.462           | 6    | 8     |
| 7       | 7   | キミ・ライコネン             | アルファロメオ-フェラーリ          | 52     | +1 Lap              | 12   | 6     |
| 8       | 27  | ニコ・ヒュルケンベルグ       | ルノー                             | 52     | +1 Lap              | 13   | 4     |
| 9       | 4   | ランド・ノリス               | マクラーレン-ルノー                | 52     | +1 Lap              | 5    | 2     |
| 10      | 10  | ピエール・ガスリー           | レッドブル-ホンダ                  | 52     | +1 Lap              | 9    | 1     |
| 11      | 3   | ダニエル・リカルド           | ルノー                             | 52     | +1 Lap 1            | 8    |       |
| 12      | 11  | セルジオ・ペレス 2           | レーシング・ポイント-BWTメルセデス | 52     | +1 Lap              | 14   |       |
| 13      | 18  | ランス・ストロール           | レーシング・ポイント-BWTメルセデス | 52     | +1 Lap              | 17   |       |
| 14      | 26  | ダニール・クビアト           | トロ・ロッソ-ホンダ                | 52     | +1 Lap              | 19   |       |
| 15      | 23  | アレクサンダー・アルボン     | トロ・ロッソ-ホンダ                | 52     | +1 Lap              | 11   |       |
| 16      | 99  | アントニオ・ジョヴィナッツィ | アルファロメオ-フェラーリ          | 52     | +1 Lap              | 10   |       |
| 17      | 20  | ケビン・マグヌッセン         | ハース-フェラーリ                  | 52     | +1 Lap              | 15   |       |
| 18      | 88  | ロバート・クビサ             | ウィリアムズ-メルセデス            | 51     | +2 Laps             | 18   |       |
| 19      | 63  | ジョージ・ラッセル           | ウィリアムズ-メルセデス            | 51     | +2 Laps             | 20   |       |
| Ret     | 8   | ロマン・グロージャン         | ハース-フェラーリ                  | 44     | 撤退                | 16   |       |
| ソース: |     |                              |                                    |        |                     |      |       |

ファステストラップ
- セバスチャン・ベッテル - 1:32.740（53周目）

ラップリーダー
- 1-53=ハミルトン（全周回トップ）

追記
- ^FL - ファステストラップの1点を含む
- ^1 - リカルドは最終ラップのバトルの件でレース後に2つのペナルティが科せられ、レースタイムに10秒加算されたため7位から11位に降格[31]
  - コースを外れた後、安全な形で復帰しなかったため、5秒ペナルティとペナルティポイント2点（合計4点）[35]
  - コースを離れてライコネンをオーバーテイクしてアドバンテージを得たため、5秒ペナルティとペナルティポイント1点（合計5点）[36]
- ^2 - ペレスはターン3からターン4でコースアウトし、コースへ復帰する際にアドバンテージを得たため、5秒ペナルティ（ピットインで消化）とペナルティポイント1点が加算された（合計4点）[37][38]

## 第8戦終了時点のランキング
|         | 順位 | ドライバー                 | ポイント |
| ------- | ---- | -------------------------- | -------- |
|         | 1    | ルイス・ハミルトン         | 187      |
|         | 2    | バルテリ・ボッタス         | 151      |
|         | 3    | セバスチャン・ベッテル     | 111      |
|         | 4    | マックス・フェルスタッペン | 100      |
|         | 5    | シャルル・ルクレール       | 87       |
| ソース: |      |                            |          |

|         | 順位 | コンストラクター    | ポイント |
| ------- | ---- | ------------------- | -------- |
|         | 1    | メルセデス          | 338      |
|         | 2    | フェラーリ          | 198      |
|         | 3    | レッドブル-ホンダ   | 137      |
|         | 4    | マクラーレン-ルノー | 40       |
|         | 5    | ルノー              | 32       |
| ソース: |      |                     |          |

- 注：ドライバー、コンストラクター共にトップ5のみ表示。